# کمیته استقبال از امام خمینی
کمیته استقبال از امام خمینی نام یک نهاد انقلابی در ایران بود که در جریان انقلاب اسلامی، در تاریخ ۱ بهمن ۱۳۵۷ به منظور فراهم‌سازی امکان، تبلیغات، سازماندهی و برقراری امنیت بازگشت روح‌الله خمینی به ایران تشکیل شد.

## اعضای ستاد مرکزی
اعضای ستاد مرکزی این کمیته به شرح زیر بودند: 
1. مرتضی مطهری، عضو ستاد مرکزی کمیته استقبال و رابط با شورای انقلاب
2. محمد مفتح، عضو ستاد مرکزی کمیته استقبال و رابط جامعه روحانیت مبارز
3. فضل‌الله محلاتی، عضو ستاد مرکزی کمیته استقبال و رابط جامعه روحانیت مبارز
4. هاشم صباغیان، عضو ستاد مرکزی کمیته استقبال و رابط نهضت آزادی ایران
5. اسدالله بادامچیان، عضو ستاد مرکزی کمیته استقبال و رابط هیأت‌های مؤتلفه اسلامی
6. کاظم سامی، عضو ستاد مرکزی کمیته استقبال و رابط جنبش انقلابی مردم ایران
7. حسین شاه‌حسینی، عضو ستاد مرکزی کمیته استقبال و رابط جبهه ملی ایران
8. علی‌اصغر تهرانچی، عضو ستاد مرکزی کمیته استقبال و رابط بازار
9. علی دانش منفرد، عضو ستاد مرکزی کمیته استقبال و رابط انجمن اسلامی معلمان ایران

## اعضای جزء
از اعضای جزء کمیته استقبال مصطفی تاجزاده، مهدی چمران ، محمدصادق صالحی‌منش، محمد شریعتمداری، محمدرضا مهدوی‌کنی، محمد کچویی، محمدرضا طالقانی، سیدرضا اکرمی، زهرا شجاعی  محمدرضا اعتمادیان، محمد اصفهانی (قاری قرآن در فرودگاه) ، محسن رفیق‌دوست (راننده خودروی روح‌الله خمینی) و حبیب‌الله بوربور  بودند و بسیاری از آنها بعدها به سمت‌هایی در دولت‌های پس از انقلاب رسیدند.  

## یادکرد منابع
1. ↑  قاسم‌پور.
2. ↑  روزنامه ایران.
3. ↑  قاسم‌پور.
4. ↑  بسطامی.
5. ↑  «کمیته ۷۵ هزار نفری استقبال». ایسنا. ۲۰۲۲-۰۲-۰۱. دریافت‌شده در ۲۰۲۲-۰۸-۳۰.
6. ↑  «کمیته ۷۵ هزار نفری استقبال». ایسنا. ۲۰۲۲-۰۲-۰۱. دریافت‌شده در ۲۰۲۲-۰۸-۳۰.
7. ↑  «زندگینامه سیده زهرا شجاعی». پایگاه خبری جماران. دریافت‌شده در ۲۰۲۲-۰۸-۳۰.
8. ↑  «کدام خواننده پاپ پیش پای امام قرآن خواند؟». شبکه اطلاع رسانی راه دانا. دریافت‌شده در ۲۰۲۲-۰۸-۳۰.
9. ↑  «حبیب الله بوربور؛ زندگیِ پرابهام اسپانسر اصول‌گرایان». سایت خبری‌ تحلیلی زیتون. ۲۰۲۰-۰۷-۲۸. دریافت‌شده در ۲۰۲۲-۰۸-۳۰.
10. ↑  «نگاهی به سرنوشت اعضای کمیته استقبال از امام(ره)». ایسنا. ۲۰۱۹-۰۲-۰۲. دریافت‌شده در ۲۰۲۲-۰۸-۳۰.
11. ↑  «کمیته استقبال از امام هزینه‌هایش را چگونه تأمین‌ کرد؟». مشرق نیوز. ۲۰۱۸-۰۲-۰۱. دریافت‌شده در ۲۰۲۲-۰۸-۳۰.